# Bartomeu Xiberta i Roqueta
Baldiri Xiberta i Roqueta, en religió Bartomeu Fanti Xiberta (Santa Coloma de Farners, Selva, 4 d'abril de 1897 - Terrassa, Vallès Occidental, 26 de juliol de 1967) fou un teòleg i medievalista de l'Orde del Carmel. Ha estat declarat servent de Déu per l'Església catòlica, i n'està obert el procés de beatificació.

## Biografia
Baldiri Xiberta havia nascut a Santa Coloma de Farners, als deu anys començà a estudiar al seminari menor dels Carmelites de l'Antiga Observança d'Olot. Tres anys més tard marxà a Onda, on continuà estudiant al convent i ingressà a l'Orde del Carmel calçat; professà en 1913, canviant el seu nom pel de Bartomeu Fanti. Va cursar filosofia i, al convent de Caudete, teologia, ordenant-s'hi diaca. Continuà estudiant a Roma, on fou ordenat sacerdot el 20 de desembre de 1919 i fou deixeble de Maurice de la Taille i Franz Ehrbe, que dirigí la seva tesi doctoral Clavis Ecclesiae (1922), que tingué ressò a tot Europa i anticipà el pensament eclesiològic de la constitució Lumen gentium del Concili Vaticà II, quaranta anys posterior. Es dedicà a la docència en teologia a la Universitat Gregoriana de Roma fins que el 1937 fou expulsat d'Itàlia per Mussolini, anant a viure als Països Baixos i, del 1939 al 1947, a Olot.
Va redescobrir i revaloritzar els mestres carmelitans medievals, sobre els que publicà De scriptoribus scholasticis s. XIV ex Ordine Carmelitarum (Lovaina 1932) i Guiu de Terrena carmelita de Perpinyà (Barcelona: Institut d'Estudis Catalans, 1932), important contribució a la història de la filosofia catalana medieval. Com a teòleg, havia estat influït per Matthias Joseph Scheeben i, després, pels sants pares grecs; tanmateix, el seu pensament fou eminentment personal. En destaquen els estudis sobre la Penitència, exposats a la tesi Clavis Ecclesiae, i sobre les doctrines cristològiques: Tractatus de verbo incarnato (Madrid, 1954), El yo de Jesucristo (1954), Conflicto entre dos cristologias (Barcelona, 1954). Va compilar un recull de fonts per a l'estudi de la cristologia a Enchiridion de verbo incarnato (Madrid, 1957). Va escriure un tractat general de teologia: Introductio in sacram theologiam(Madrid, 1949). La seva última obra fou La tradición y su problemática actual (Barcelona, 1964), dedicada a la Revelació.
Va ésser un dels grans restauradors de la intel·lectualitat catalana catòlica dels anys vint i trenta del segle xx, com Carles Cardó, Ignasi Casanoves o Miquel d'Esplugues. Era membre de l'Acadèmia Romana de Sant Tomàs i d'altres entitats acadèmiques, com l'Institut d'Estudis Catalans, la Societat Filosòfica de Catalunya, la Reial Acadèmia de Bones Lletres de Barcelona o l'Estudi General Lul·lià de Mallorca. Consultor de la Sagrada Congregació de Sagraments i membre de la Comissió Preparatòria del Concili Vaticà II, en la qual fou perit i participà activament.
A l'orde carmelità fou comissari general de Catalunya i assistent general. El 1964 va patir un ictus apoplèctic i va morir tres anys després, paraplègic i amb demència, a Terrassa en 1967.

## Veneració
El 30 de gener de 1997, la diòcesi de Barcelona, a petició dels Carmelites de l'Antiga Observança de Catalunya, començà el procés de beatificació del prevere a causa de les seves virtuts heroiques, declarant-lo servent de Déu. L'enquesta diocesana acabà el 13 de gener de 2006.